# Pace (Florida)
Pace és una concentració de població designada pel cens dels Estats Units a l'estat de Florida. Segons el cens del 2000 tenia 7.393 habitants.

## Demografia
Segons el cens del 2000, Pace tenia 7.393 habitants, 2.805 habitatges, i 2.092 famílies. La densitat de població era de 304,3 habitants/km².
Dels 2.805 habitatges en un 37,6% hi vivien nens de menys de 18 anys, en un 56,4% hi vivien parelles casades, en un 13,9% dones solteres, i en un 25,4% no eren unitats familiars. En el 20,2% dels habitatges hi vivien persones soles el 6,6% de les quals corresponia a persones de 65 anys o més que vivien soles. El nombre mitjà de persones vivint en cada habitatge era de 2,64 i el nombre mitjà de persones que vivien en cada família era de 3,01.
Per edats la població es repartia de la següent manera: un 27,1% tenia menys de 18 anys, un 9% entre 18 i 24, un 30,8% entre 25 i 44, un 23,5% de 45 a 60 i un 9,6% 65 anys o més.
L'edat mediana era de 35 anys. Per cada 100 dones de 18 o més anys hi havia 91,3 homes.
La renda mediana per habitatge era de 36.538 $ i la renda mediana per família de 41.878 $. Els homes tenien una renda mediana de 31.195 $ mentre que les dones 21.648 $. La renda per capita de la població era de 16.591 $. Entorn del 10,5% de les famílies i el 12,3% de la població estaven per davall del llindar de pobresa.

## Poblacions més properes
El següent diagrama mostra les poblacions més properes.